# 科大国创
科大国创软件股份有限公司（深交所：300520，简称：科大国创），是中国深圳证券交易所的一家上市公司，主营业务为从事行业软件研究、开发和销售，提供IT解决方案，以及相关的信息系统集成、咨询与技术服务。
公司成立于2000年11月，前身为安徽科大恒星电子商务技术有限公司，由科大创新股份有限公司与日本软银制造会社、日本恒星株式会社合资设立。2009年8月更名为科大恒星电子商务技术有限公司，并经股权变更公司类型由中外合资企业变更为港澳台合资企业。2011年9月，公司类型依法由港澳台合资企业变更为有限责任公司（自然人投资或控股）。2012年8月，科大恒星整体变更为科大国创软件股份有限公司。2016年7月8日，在深圳证券交易所创业板挂牌上市。
2021年，公司实现营业收入17.2亿元，同比增长13.74%；实现净利润1.05亿元，同比增长159.65%。